# منظمة حماية مخابرات جيش الجمهورية الإسلامية الإيرانية

شعار جيش الجمهورية الإسلامية الإيرانية.

منظمة حماية مخابرات جيش الجمهورية الإسلامية الإيرانية (بالفارسية: سازمان حفاظت اطلاعات ارتش جمهوری اسلامی ایران) هي وكالة مخابرات عسكرية تهدف إلى إجراء التدابير اللازمة لمكافحة التجسس داخل الجيش وأيضا من أجل اكتشاف ومنع أي تخريب، وعمليات التخريب المتعمد والانقلابات. تحتوي المنظمة على التسلسل الهرمي للقيادة ويعتبر مستقل في الجيش الإيراني.